# Oriturus superciliosus
Oriturus superciliosus là một loài chim trong họ Emberizidae.